# Droga wojewódzka nr 500
Droga wojewódzka nr 500 (DW500) – droga wojewódzka w woj. warmińsko-mazurskim o długości 5 km łącząca węzeł Elbląg Wschód z węzłem Elbląg Południe. Droga przebiega w całości przez miasto Elbląg i stanowi jedną z jego głównych arterii komunikacyjnych. Obecny numer otrzymała około 2004 roku, w latach 1985–2000 stanowiła część ówczesnej drogi krajowej nr 50.

## Dopuszczalny nacisk na oś
Od 13 marca 2021 roku na drodze dozwolony jest ruch pojazdów o nacisku na pojedynczą oś napędową do 11,5 tony z wyjątkiem określonych miejsc oznaczonych znakiem zakazu B-19.

### Do 13 marca 2021 r.
Na całej długości drogi dopuszczalny był ruch pojazdów o nacisku osi pojedynczej do 8 ton.